# Bustantigo
Bustantigo, o Bustantigu en asturià, és una parròquia del conceyu asturià d'Allande. Té una població de 19 habitants (INE, 2011) per una superfície de 15,14 km², repartit en 3 nuclis.
Al nucli de Bustantigo habiten 13 persones. Està situat a 720 msnm, en el vessant esquerre de la vall que forma el riu Ouro. La seua església parroquial, d'una sola nau, posseeix una imatge de San Josep. Com és habitual en moltes de les esglésies de la zona, al seu voltant s'hi pot trobar un teix, arbre sagrat pels àsturs, segons expliquen autors llatins com Estrabó.
Limita al nord amb el conceyo de Villayón, a l'est amb el de Tinéu i al sud amb la parròquia de Santa Coloma.
El codi postal és 33888.

## Entitats de població
- La Folgueriza (La Folgueiriza) (poble)
- El Plantao (El Plantáu) (poble)
- Bustantigo (Bustantigu) (llogaret)